# Na Stínadlech
Na Stínadlech je višenamjenski stadion koji se nalazi u češkom gradu Teplice. Najviše se koristi za održavanje nogometnih utakmica te je dom klubu FK Teplice. Osim njega, stadion često koristi i češka reprezentacija za odigravanje kvalifikacijskih utakmica te ondje ima odličan skor. Primjerice, do listopada 2010., reprezentacija je tamo ostvarila 18 pobjeda u 19 odigranih utakmica.
Potreba za izgradnjom novog stadiona pojavila se krajem 1960-ih. Izgrađen je 1973. godine a na svečanoj ceremoniji njegovog otvaranja gostovao je tadašnji predsjednik FIFA-e, sir Stanley Rous. Prvu utakmicu na novom stadionu odigrali su FK Teplice i bugarska Slavija Sofija. Na Stínadlech ima kapacitet od 18.221 mjesta čime je jedan od najvećih stadiona u zemlji. Od njega su veći tek stadioni praške Sparte i Slavije.
Tijekom sezone 2010./11., stadion je koristio i FK Ústí nad Labem za odigravanje domaćih utakmica u Gambrinus ligi. Razlog tome bio je što njihov stadion Městský nije zadovoljavao kriterije.

## Vanjske poveznice
- Informacije o stadionu
- Football-lineups.com